# ویلم دو سیتر
ویلم دو سیتر (به انگلیسی: Willem de Sitter) (۶ مه ۱۸۷۲ - ۲۰ نوامبر ۱۹۳۴) ، ریاضیدان، فیزیکدان و اخترشناس هلندی بود.

## زندگی و کار

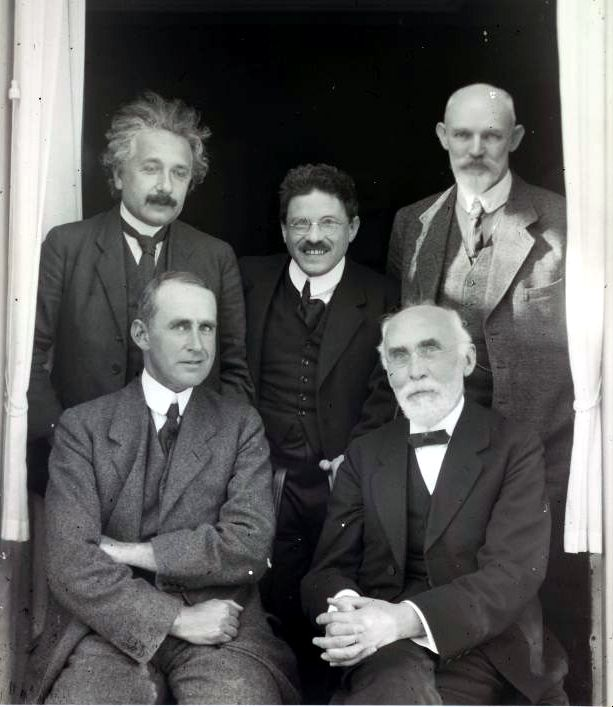
انیشتین، ارنفست و دی سیتر؛ ادینگتون و لورنتس مکان: دفتر W. de Sitter در لیدن (هلند). تاریخ: 26 سپتامبر 1923

دو سیتر در شهر اسنیک هلند به دنیا آمد. او در دانشگاه خرونینگن ریاضیات خواند و سپس به آزمایشگاه اخترشناسی شهر خرونینگن پیوست. او همچنین مدتی در رصدخانه آفریقای جنوبی کارکرد(۱۸۹۷-۱۸۹۹). در سال ۱۹۰۸، دو سیتر به کرسی اخترشناسی دانشگاه لیدن گماشته شد. وی از سال ۱۹۱۹ تا پایان زندگی اش مدیر رصدخانه لیدن بود.
مشارکت‌های علمی اصلی دو سیتر در شاخه کیهان‌شناسی فیزیکی بود. او مقاله‌ای با آلبرت اینشتین در سال ۱۹۳۲ نوشت که در آن بحثی پیرامون امکان وجود مقادیر زیاد ماده‌ای که از خود نوری منتشر نمی‌کند، ارائه داده بودند که امروزه به عنوان ماده تاریک شناخته می‌شود. او همچنین مفهوم فضای دو سیتر و جهان دو سیتر- پاسخی برای معادلات نسبیت عام اینشتین که در آن ماده‌ای وجود ندارد و ثابت کیهانی مثبت است - را مطرح نمود. دو سیتر همچنین برای پژوهش‌هایش در مورد سیاره مشتری شناخته می‌شود.
ویلم دو سیتر در پی بیماری مختصری در نوامبر ۱۹۳۴ درگذشت.

## آرنوت دو سیتر
پسر او، آرنوت دوسیتر (۱۹۰۵ - ۱۵ سپتامبر ۱۹۴۴ )، مدیر رصدخانه بسچا در اندونزی بود که در آنجا خوشه ستاره‌ای کروی مسیه ۴ را مطالعه می‌کرد.

## افتخارات
- مدال جیمز کریگ واتسون (۱۹۲۹)
- مدال بروس (۱۹۳۱)
- مدال طلای انجمن اخترشناسی سلطنتی (۱۹۳۱)

سیارک ۱۶۸۶ دو سیتر و حفره دو سیتر در ماه، نام‌های خود را از این دانشمند گرفته‌اند.

## انتشارات
- On the bearing of the Principle of Relativity on Gravitational Astronomy, 1911, Monthly Notices of the Royal Astronomical Society, Vol. 71, p. 388–415
- A proof of the constancy of the velocity of light, 1913, Proceedings of the Royal Netherlands Academy of Arts and Sciences, 1913, 15 II: 1297–1298
- Ein astronomischer Beweis für die Konstanz der Lichtgeschwindigkeit, 1913, Physikalische Zeitschrift, 14: 429
- On the constancy of the velocity of light, 1913, Proceedings of the Royal Netherlands Academy of Arts and Sciences, 1913, 16 I: 395-396
- Über die Genauigkeit, innerhalb welcher die Unabhängigkeit der Lichtgeschwindigkeit von der Bewegung der Quelle behauptet werden kann, 1913, Physikalische Zeitschrift, 14: 1267

## یاداشت‌ها
1. ↑  Obituary Notes of Astronomers at www.astro.uni-bonn.de
2. ↑  1947BAN....10..287D Page 287 at articles.adsabs.harvard.edu
3. ↑  Adriaan, Blaauw (2004). "MY CRUISE THROUGH THE WORLD OF ASTRONOMY". Annual Review of Astronomy and Astrophysics (full text). 42 (1): 1. Bibcode:2004ARA&A..42....1B. doi:10.1146/annurev.astro.42.053102.134020. {{cite journal}}: |format= requires |url= (help)
4. ↑  Obituary Notes of Astronomers at www.astro.uni-bonn.de